# Castanopsis piriformis
Castanopsis piriformis ist eine in Südostasien vorkommende Baumart aus der Familie der Buchengewächse (Fagaceae). Ihre Nüsse sind essbar.

## Merkmale
Castanopsis piriformis ist ein immergrüner, bis zu 30 Meter hoher Baum.
Die Fruchtbecher (Cupulae) sind glatt, tragen keine Schuppen, lediglich drei bis vier gewellte Linien. Die Cupula umschließt die einzige Nuss vollständig mit Ausnahme des apikalen „Umbo“. Die bis 3 Zentimeter großen Früchte sind birnenförmig, die kleinen Nüsse eiförmig.
Blütezeit ist September bis Dezember. Die Fruchtreife erfolgt von Mai bis Dezember.

## Verbreitung und Standorte
Die Art kommt in Thailand, Indochina und Laos vor. Sie wächst in laubwerfenden Dipterocarpus-Kiefern-Wäldern und in trockenem immergrünem Wald über Sandstein in Höhenlagen von 250 bis 950 m.

## Belege
- Chamlong Phengklai: A synoptic account of the Fagaceae of Thailand. Thai Forest Bulletin. 2006, Band 34, S. 53–175.
- Castanopsis piriformis in der Flora of Thailand.